# Fanuel Massingue
Fanuel Massingue (19 dicembre 1982) è un calciatore mozambicano, di ruolo difensore.

## Carriera

### Club
Ha sempre giocato nel campionato mozambicano.

### Nazionale
Conta 24 presenze con la Nazionale del suo paese.